# Lacs de Terre Rouge
Les lacs de Terre Rouge sont situés dans le massif du Mercantour, à 2 452 m d'altitude, sur la commune d'Isola, dans le département des Alpes-Maritimes.

## Accès
Les lacs de Terre Rouge sont accessibles à pied sur les chemins de randonnée menant au pas du Loup et à la baisse de Druos, depuis la station d'Isola 2000.